# Світле (Чортківський район)
Сві́тле — село Коропецької селищної громади Чортківського району Тернопільської області. Розташоване на річці Дністер, на півдні району. До 1967 називалося Вадова. До Світлого приєднано хутір Гіжарка.
Від вересня 2015 року ввійшло у склад Коропецької селищної громади.
Населення — 300 осіб (2007).

## Історія
Перша писемна згадка — 1493.
Діяли «Просвіта» та інші товариства.
Протягом 1962–1966 село належало до Бучацького району. Після ліквідації Монастириського району 19 липня 2020 року село увійшло до Чортківського району.

## Політика

### Парламентські вибори 2019
На позачергових парламентських виборах 2019 року у селі функціонувала окрема виборча дільниця № 610691, розташована у приміщенні школи.
Результати
- зареєстровано 203 виборці, явка 39,41%, найбільше голосів віддано за «Слугу народу» — 43,75%, за Всеукраїнське об'єднання «Батьківщина» — 18,75%, за «Європейську Солідарність» — 10,00%.[2] В одномандатному окрузі найбільше голосів отримав Микола Люшняк (самовисування) — 40,00%, за Романа Василіцького (Об'єднання «Самопоміч») — 18,75%, за Аллу Стечишин (самовисування) — 16,25%[3].

## Пам'ятки
Є Дім молитви Християн віри Євангельської. Збереглася могила вояків УПА.

## Соціальна сфера
Працюють ЗОШ 1 ступ., ФАП, торговельний заклад.

## Галерея

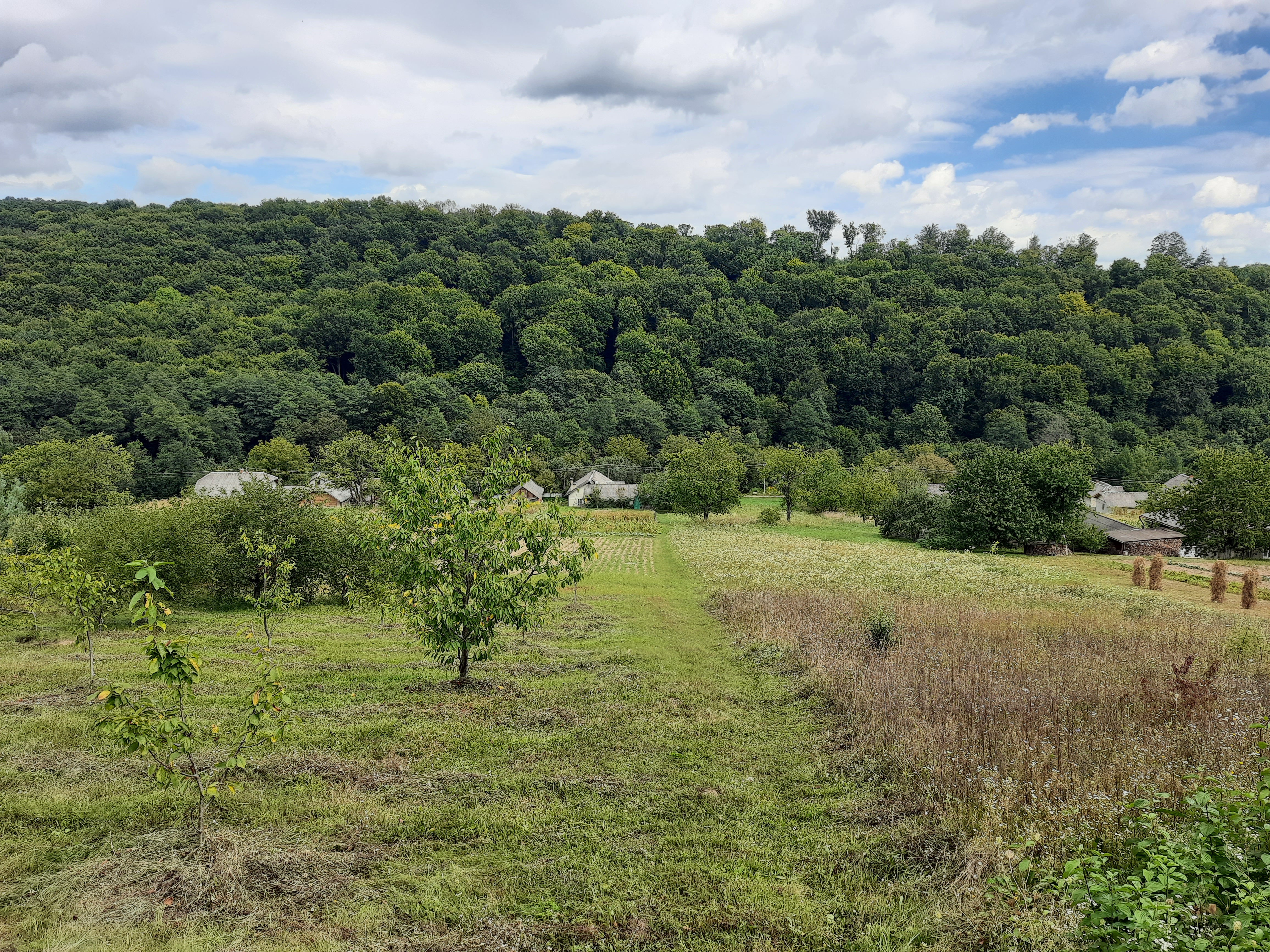
Вигляд на село з пагорба
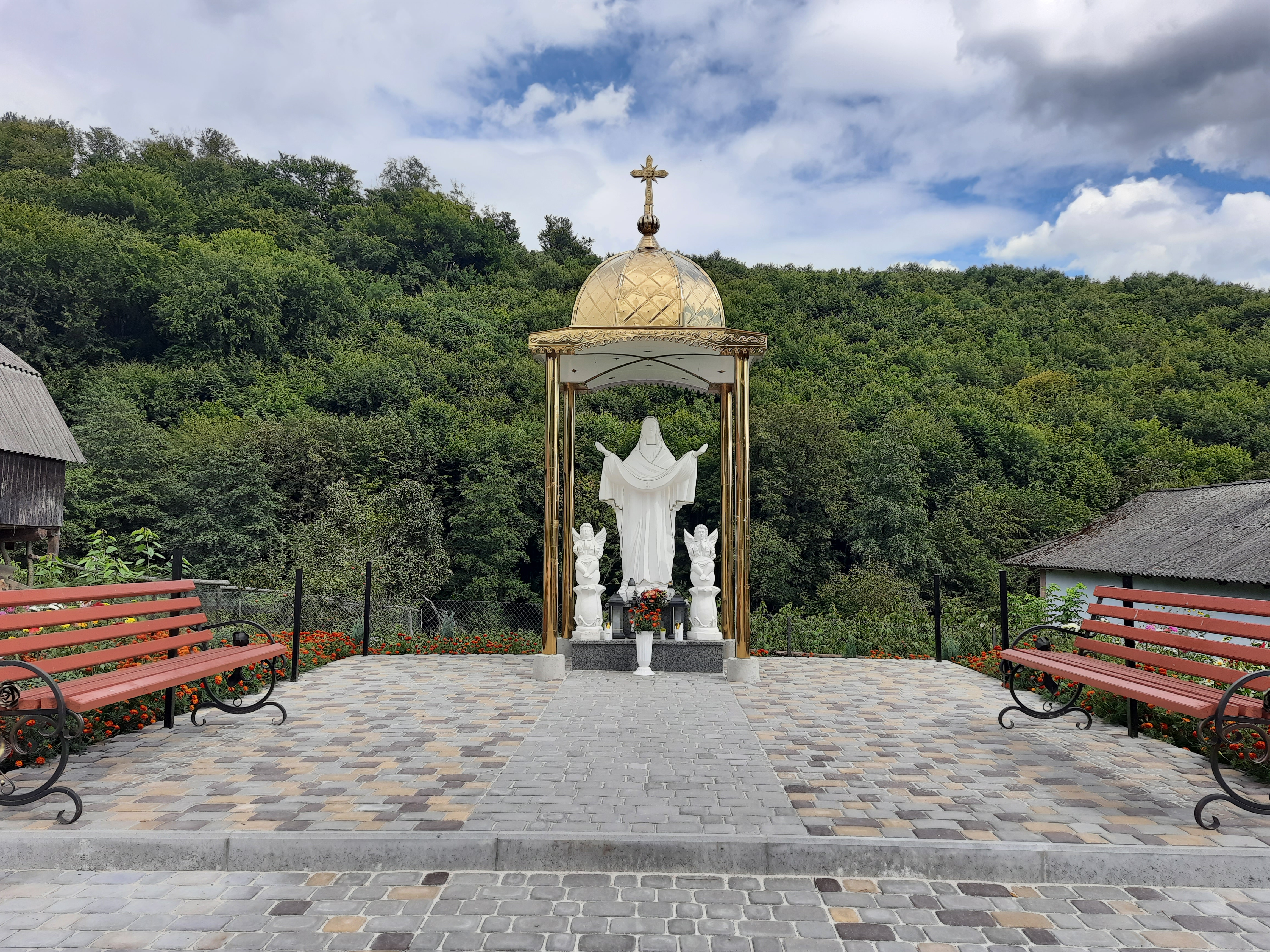
Капличка
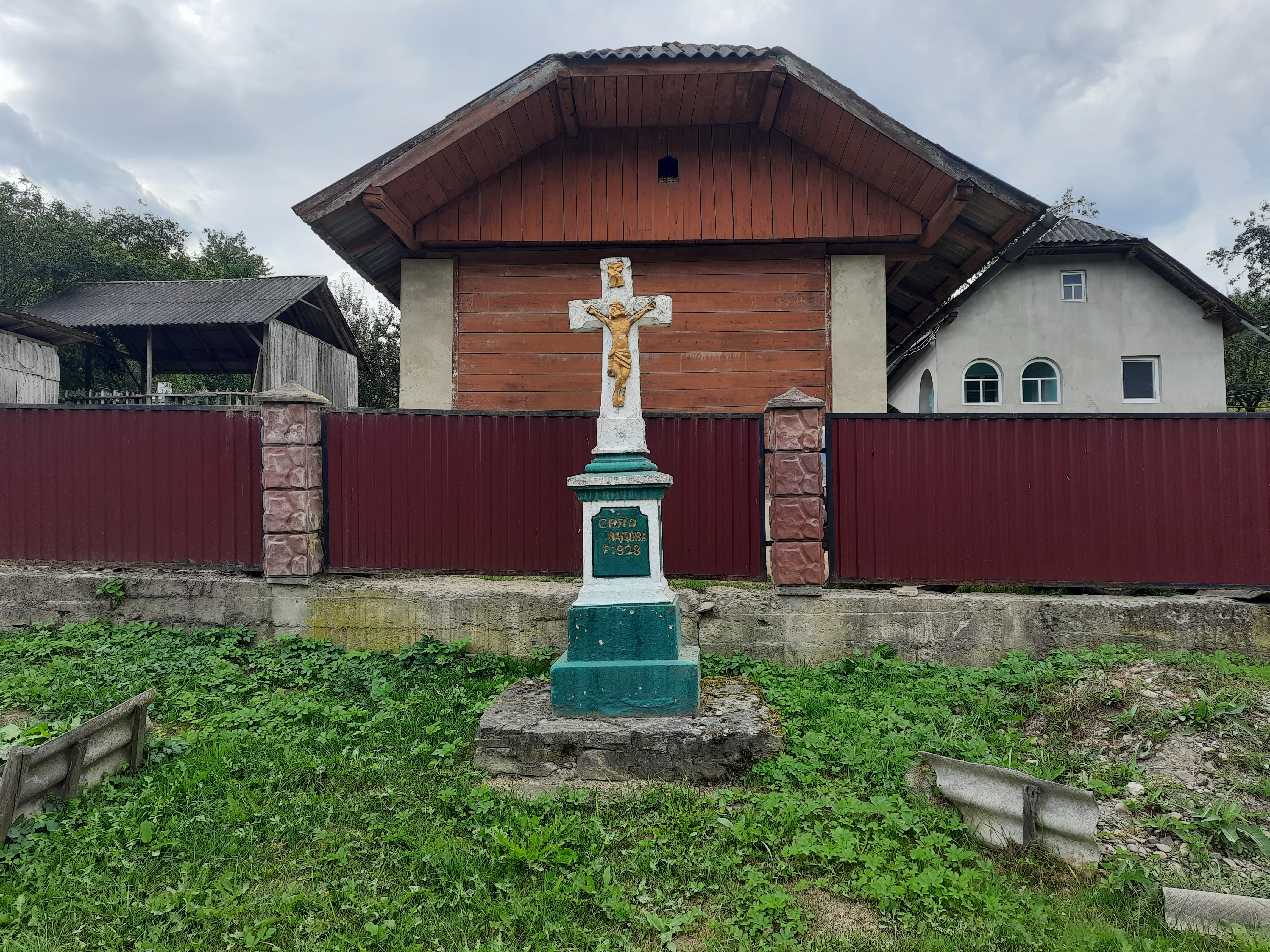
Пам'ятний хрест 1928р
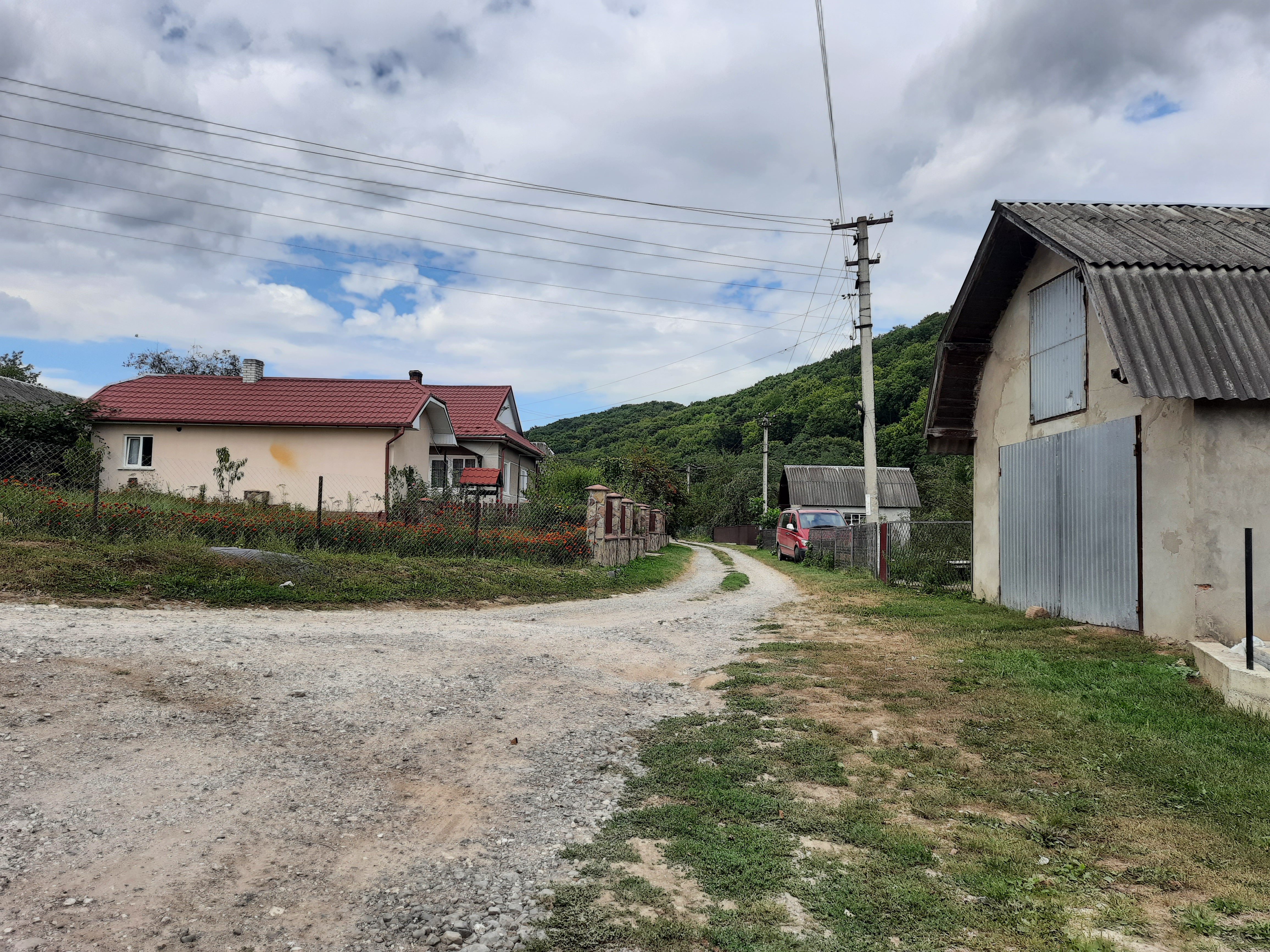
Сільська вулиця
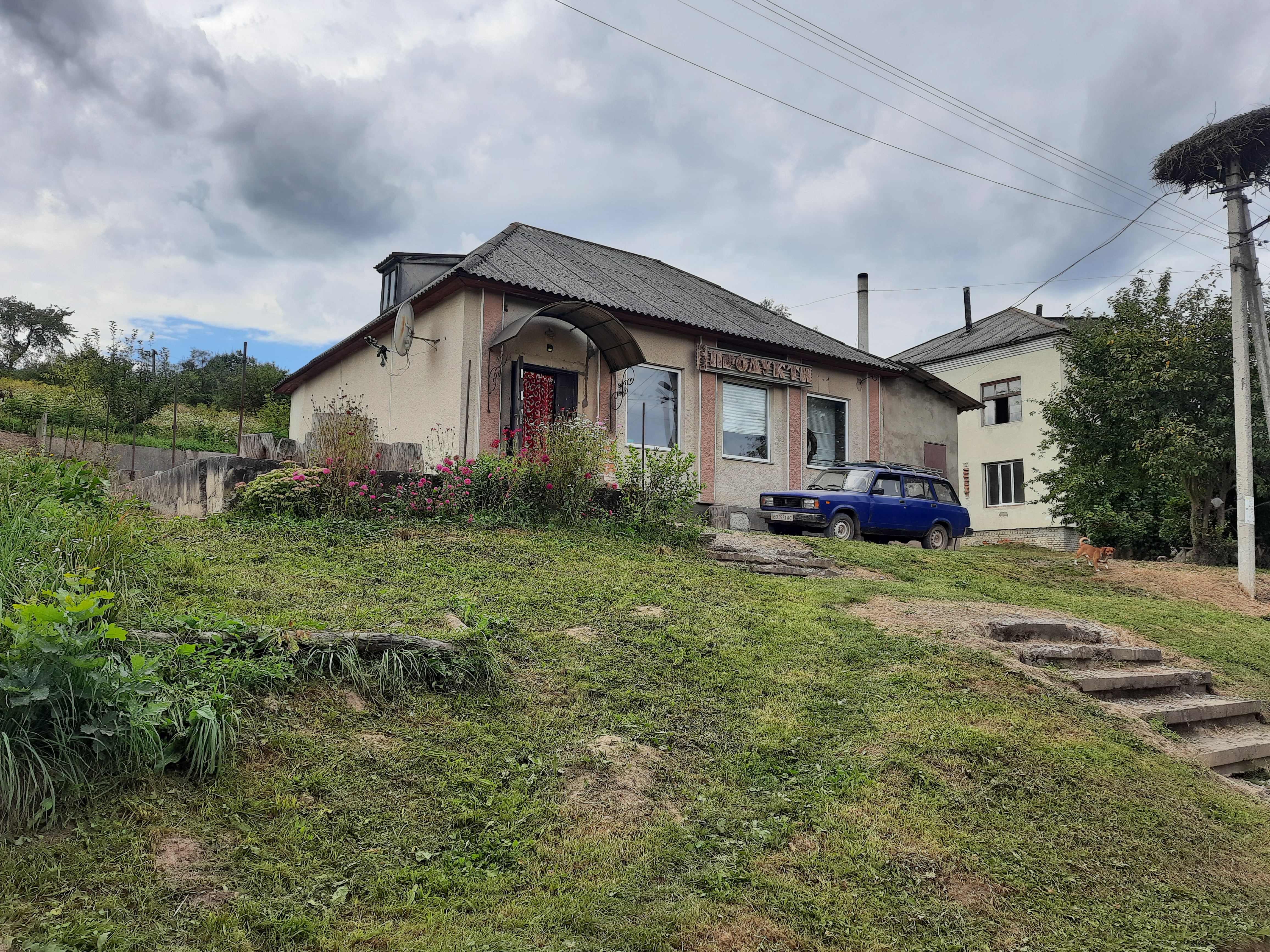
Крамниця